# Maison dorée (Bordeaux)
Pour les articles homonymes, voir Maison dorée.
La Maison dorée est un immeuble construit au milieu du XIXe siècle destiné à abriter un magasin d'ameublement, situé au 132-134 cours Victor-Hugo (à l'époque cours Napoléon) à Bordeaux, en France. La façade a fait l'objet d'une rénovation en 2002 par les architectes Antonio Vazquez et Thierry Morin.

## Historique
Vers 1813, Pierre-Blaise Escalère, originaire de Luz-Saint-Sauveur, s'installe à Bordeaux où il fonde, deux ans plus tard, sa maison d'ameublement sur les Fossés-de-l'Hôtel-de-Ville (actuel cours Victor-Hugo). Décédé en 1852, il laissa son commerce prospère à son fils Jean qui ré-agença la propriété familiale et fit construire la « Maison dorée » par l'architecte Victor Pierre Miailhe. L'immeuble prit son aspect définitif après un agrandissement en 1860, avec son surprenant décor sculpté et sa monumentale façade alignant huit travées sur quatre niveaux. Les deux premiers étages étaient occupés par les salons d'exposition où l'on trouvait « ces mille objets frivoles, élégants et variés qu'a créés le génie fantaisiste de notre époque ». Les articles proposés, « des meubles antiques de tous les styles, des meubles de luxe modernes, de riches étoffes »  s'adressaient à une clientèle aisée, issue de l'aristocratie et de la bourgeoisie. Il y avait aussi sur place un atelier de photographie. Après le décès de Jean en 1879, une affaire de succession passablement embrouillée compliqua les affaires familiales, et la maison ferma en 1910. 
L'architecture évoque celle de la Maison dorée parisienne du boulevard des Italiens, construite par l'architecte Lemaire. Les deux immeubles, avec leurs ornements Renaissance, baroques et rocaille, prolongent le goût précieux des façades ornées de l'époque romantique. La toiture a conservé une crête en fonte qui ajoute à son pittoresque. Une restauration menée en 2002 par Antonio Vazquez et Thierry Morin, architectes, a permis de restituer la polychromie soignée de la façade et de faire ressortir les éléments les plus ouvragés, peints en blanc.
Autrefois, la Maison Dorée accueillait un supermarché Champion (devenu en 2009 Carrefour Market)

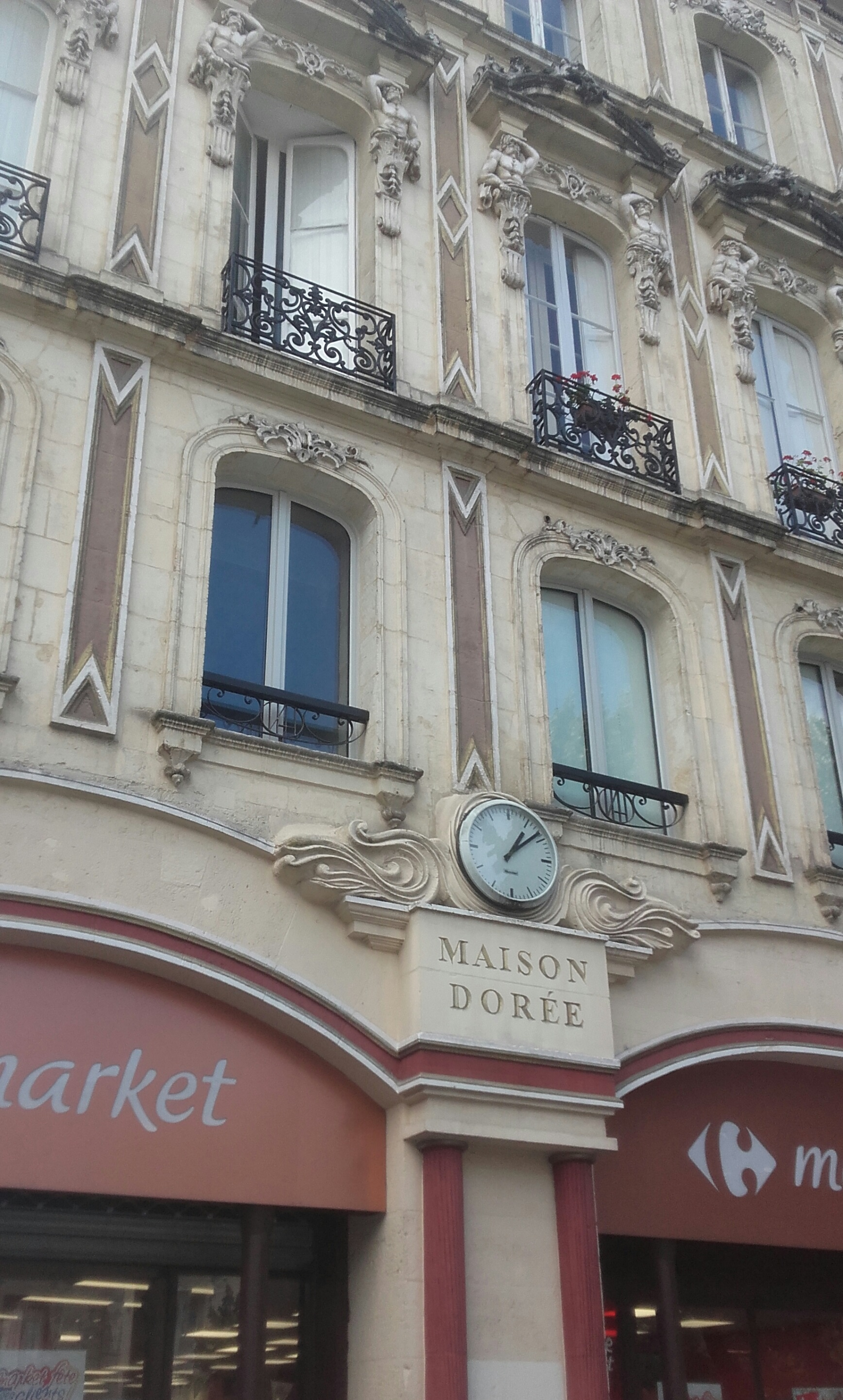
Vue des deux travées centrales avec son horloge.
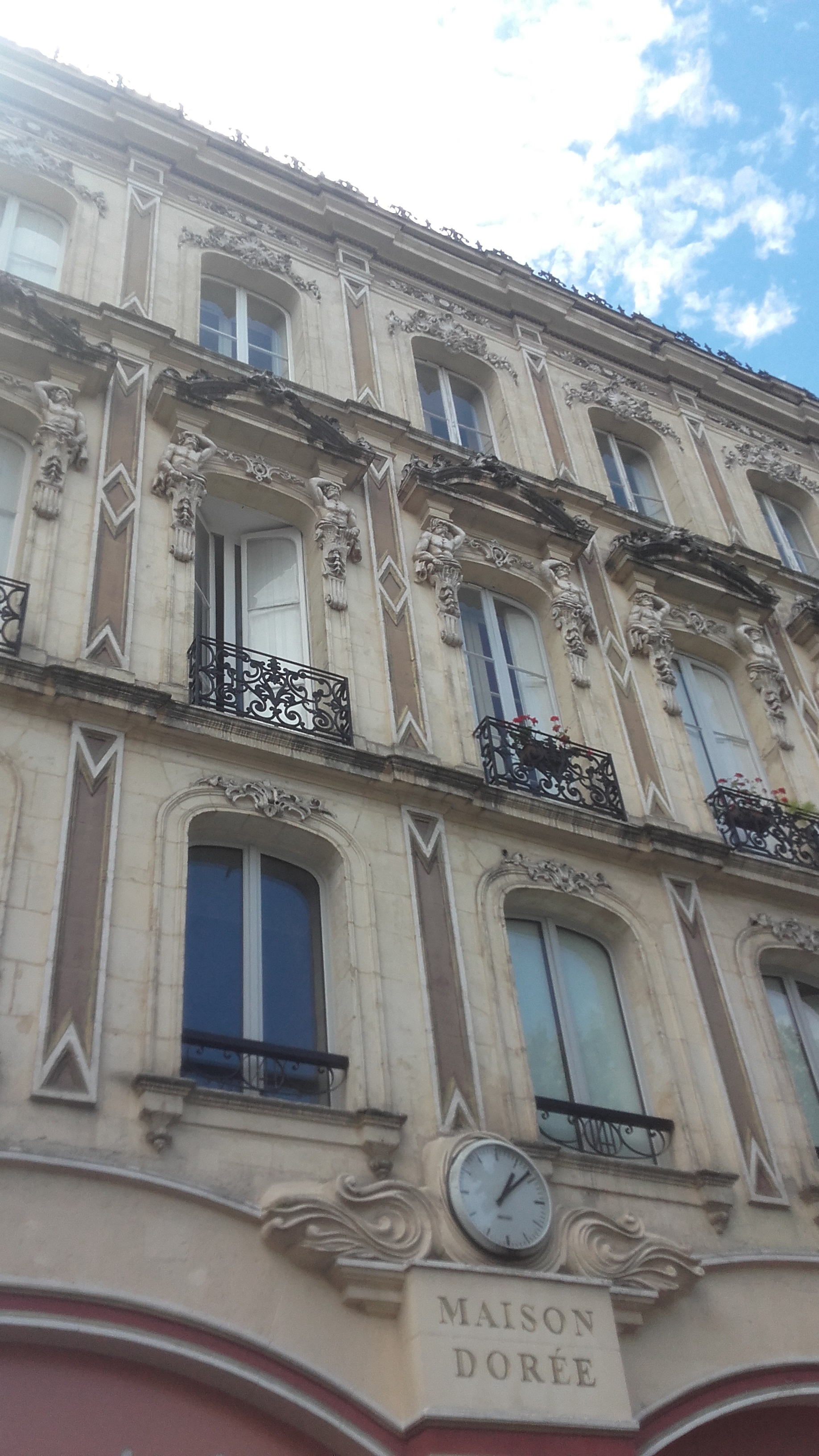
Vue de la façade en contre-plongée.